# Сузана Марковић Крстић
Сузана Марковић Крстић (Гркиња, 02. јануар 1969 - Ниш, 10. јун 2023) била је српска социолошкиња, редовна професорка Департмана за социологију Филозофског факултета, Универзитета у Нишу. Објавила је велики број монографија и научних радова на српском и енглеском језику.
Била је чланица Српског социолошког друштва, Геронтолошког друштва Србије и Друштва демографа Србије.  

## Биографија
Сузана Марковић Крстић рођена је 02. 01. 1969. године у насељу Гркињa, општина Гаџин Хан. Основну школу „Витко Раденковић” похађала је од 1975. до 1983. (прва четири разреда у Гркињи, а више разреде основне школе у Горњем Барбешу). Прва два разреда средње школе (усмерено образовање) завршила је у Гаџином Хану, Средња грађевинска школа „Неимар” у периоду од 1983. до 1985., а од 1985. до 1987. похађала је Средњу медицинску школу „Др Миленко Хаџић” у Нишу.  Дипломирала (1992), магистрирала (2005) и докторирала (2011) је на Департману за социологију на Филозофском факултету Универзитета у Нишу. Била је удата и мајка једног детета.    
Своју професионалну каријеру започела је као истраживачица - приправницa (1995) на Институту за социолошка истраживања при Филозофском факултету у Нишу, а завршила као редована професорка Департмана за социологију Филозофског факултета у Нишу. На истом факултету предавала је на: Основним академским студијама социологије, педагогије, психологије и социјалне политике и социјалног рада; Мастер академским студијама социологије и педагогије и на Докторским академским студијама социологије. Од 2018. године предавала је и на Пољопривредном факултету у Крушевцу.  
Области научног интересовања: социјална демографија, социологија омладине, социјалне неједнакости у образовању, социјални проблеми деце и младих, демографске промене и популациона политика.  
Учествовала је у реализацији пет научних пројеката (Министарство просвете, науке и технолошког развоја Републике Србије) и у раду више националних и међународних научних конференција, округлих столова и конгреса.   
Била је чланица Српског социолошког друштва у коме је била чланица Председништва 2015–2017, Друштва демографа Србије, Геронтолошког друштва Србије и чланица Редакције часописа Теме.  

### Професионални развој кроз педагошко искуство и радна места
| Године      | Послови |
| ----------- | --- |
| 1995 - 1998 | Истраживачица-приправница на Институту за социолошка истраживања Филозофског факултета у Нишу |
| 1998 - 2005 | Асистенткиња-приправница на предметима Демографија са статистиком и Социологија насеља |
| 2005 - 2011 | Асистенткиња на предметима Социологија села и Демографија и држала вежбе из предмета Социологија васпитања и образовања, Образовање и социјална селекција и Методика наставе социологије. Доценткиња на предметима Социјална демографија и Социологија омладине; поред ових предмета предавала је и Методику наставе грађанског васпитања 1, Методику наставе грађанског васпитања 2, Демографију партнерства и рађања на Основним академским студијама социологије, педагогије и психологије и Социологију наставника на Мастер академским студијама социологије. |
| 2015        | Предавала је: Социологију села и Српско село и сељаштво на Основним академским студијама социологије и Демографске промене и популациону политику, Социјалне проблеме деце и младих, Социјалне неједнакости у образовању и Социологију насеља на Мастер академским студијама социологије, Социјалне проблеме деце и младих на Мастер академским студијама педагогије и Социологију села и града на Докторским академским студијама социологије. |
| 2016        | Предавала Социјалну демографију и Социологију омладине на Основним академским студијама социјалне политике и социјалног рада. |
| 2018        | Предавала Социологију села и пољопривреде на Пољопривредном факултету у Крушевцу. |

## Публикације и научни радови
Ауторка је и коауторка више од сто научних публикација, монографија и радова  објављених у домаћим и страним часописима (Социолошки преглед, Теме, Култура, Годишњак за социологију, Годишњак за педагогију, Facta Universitatis, Problems of Education in the 21st Century), зборницима и тематским публикацијама из области социологије. Учествовала је на бројним научним конференцијама у земљи и иностранству и у реализацији више научних пројеката.     
Значајни радови (избор): 
- Становништво у социолошком контексту (2021)[12][13], уџбеник;
- Црнотравско пограничје у социодемографском контексту (2016)[14], монографија;
- Хуманистичка димензија образовања младих у контексту савремених друштвених промена (2016)[15], монографија у коауторству;
- Социјално порекло студентске омладине, успех у школовању и избор студијских програма високих школа струковних студија (2010)[16], докторска дисертација;
- Демографске структуре неких балканских земаља (2008)[17], монографија у коауторству;
- Школовање сеоске омладине: проблем обухвата и квалитет образовања (2004)[18], магистарски рад

Приредила је у коауторству зборнике радова (избор):
- Теорија и пракса у образовању социјалних радника (2020)[19];
- Образовање и балканска друштва на путу културе мира и евроинтеграција (2014)[20];
- Занатлија у пограничју источне и југоисточне Србије (2014)[21].

Проф. др Сузана Марковић Крстић остаће упамћена међу студентима, колегама и у широј друштвеној јавности као изврстан професор и стручњак и по професионалном приступу и поштовању педагошких принципа у васпитно-образовном раду.